# Bösingen (Germania)
Bösingen è un comune tedesco di 3 508 abitanti, situato nel land del Baden-Württemberg.